# Хансі
Хансі (ест. Hansi) — село в Естонії, входить до складу волості Риуге, повіту Вирумаа.